# Изложба „Удружење ликовних уметника Србије у корист рањених бораца” (1945)
Изложба „Удружење ликовних уметника Србије у корист рањених бораца” се одржала у периоду од 24. децембра 1944. до 10. јануара 1945. у Уметничком павиљону „Цвијета Зузорић”.

## Изложбени одбор
Изложбени одбор су чинили:
- Сретен Стојановић
- Ђорђе Андрејевић Кун
- Боривој Стевановић
- Јефто Перић
- Сретен Крстић, економски организатор

## Излагачи
1. Анте Абрамовић
2. Даница Антић
3. Стојан Аралица
4. Боса Беложански
5. Милан Бесарабић
6. Јован Бијелић
7. Марко Брежанин
8. Босиљка Валић Јованчић
9. Дарослава Вијоровић
10. Бета Вукановић
11. Милош Вушковић
12. Недељко Гвозденовић
13. Драгомир Глишић
14. Милош Голубовић
15. Никола Граовац
16. Винко Грдан
17. Бора Грујић
18. Сретен Докић
19. Дана Докић Атанацковић
20. Лојзе Долинар
21. Нада Дорошкин
22. Радмила Ђорђевић
23. Мате Зламалик
24. Љуба Ивановић
25. Душан Јанковић
26. Гордана Јовановић
27. Паја Јовановић
28. Станоје Јовановић
29. Младен Јосић
30. Илија Коларевић
31. Лиза Крижанић
32. Пјер Крижанић
33. Енвер Крупић
34. Лазар Личеноски
35. Милица Лозанић Петровић
36. Петар Лубарда
37. Светолик Лукић
38. Шана Лукић
39. Станка Лучев
40. Ана Маринковић
41. Мило Милуновић
42. Живорад Михаиловић
43. Љубиша Наумовић
44. Ђорђе Ораовац
45. Лепосава Павловић
46. Јефто Перић
47. Михаило Петров
48. Зора Петровић
49. Јелисавета Петровић
50. Миодраг Петровић
51. Васа Поморишац
52. Ђорђе Поповић
53. Зора Поповић
54. Иван Радовић
55. Ђуро Радоњић
56. Тома Росандић
57. Здравко Секулић
58. Љубица Сокић
59. Бранко Станковић
60. Радета Станковић
61. Вељко Станојевић
62. Боривој Стевановић
63. Едуард Степанчић
64. Ристо Стијовић
65. Сретен Стојановић
66. Живко Стојсављевић
67. Светислав Страла
68. Иван Табаковић
69. Михаило Томић
70. Милорад Ћирић
71. Вера Ћирић Милосављевић
72. Коста Хакман
73. Антон Хутер
74. Милица Чађевић
75. Милан Четић
76. Вера Чохаџић Радовановић
77. Миленко Шербан